# 华城站 (中国)
华城站，位于中华人民共和国广东省梅州市五华县华城镇，是漳龙铁路上的火车站，由广州铁路集团管辖。

## 圖庫

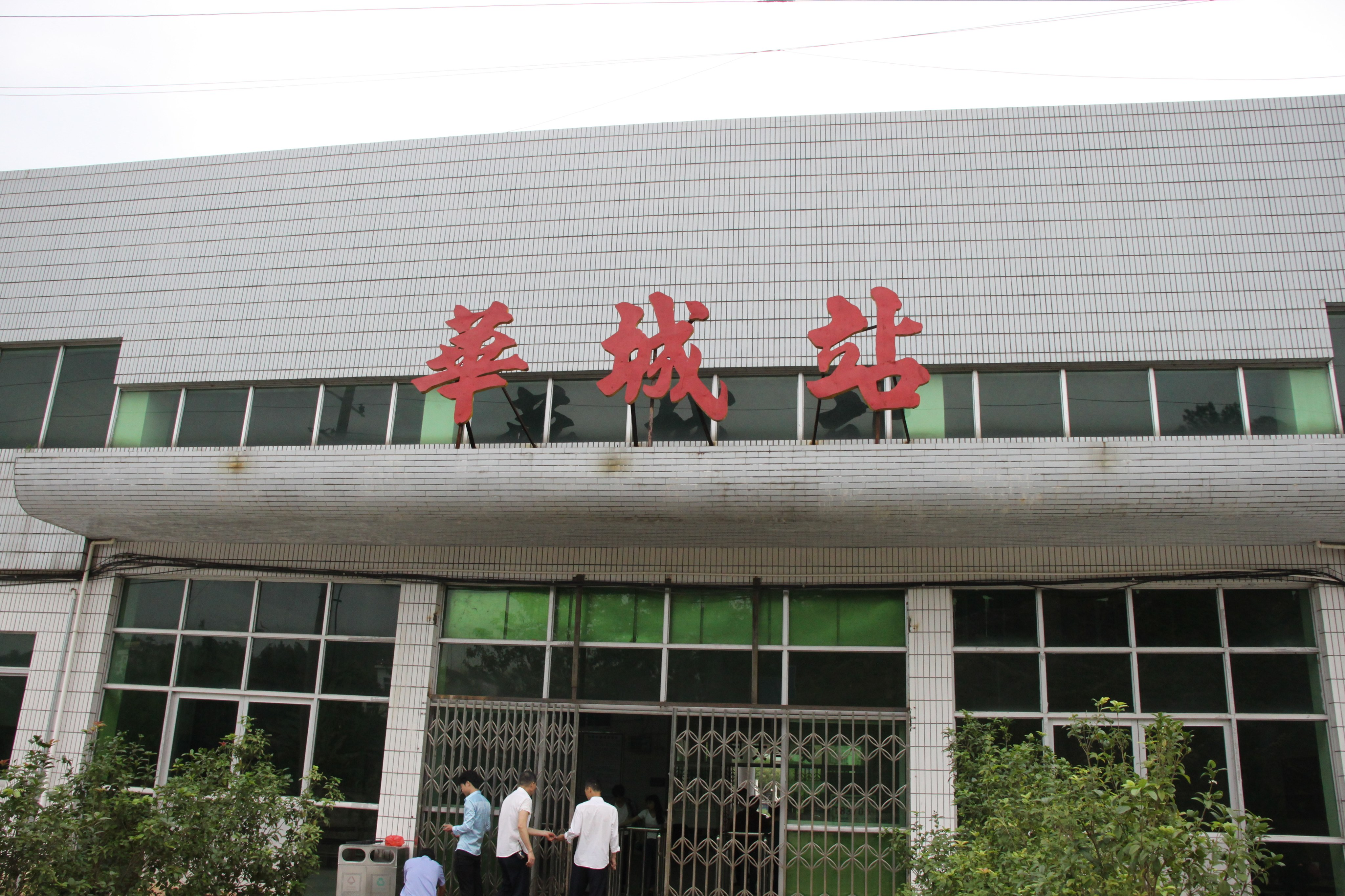
車站入口
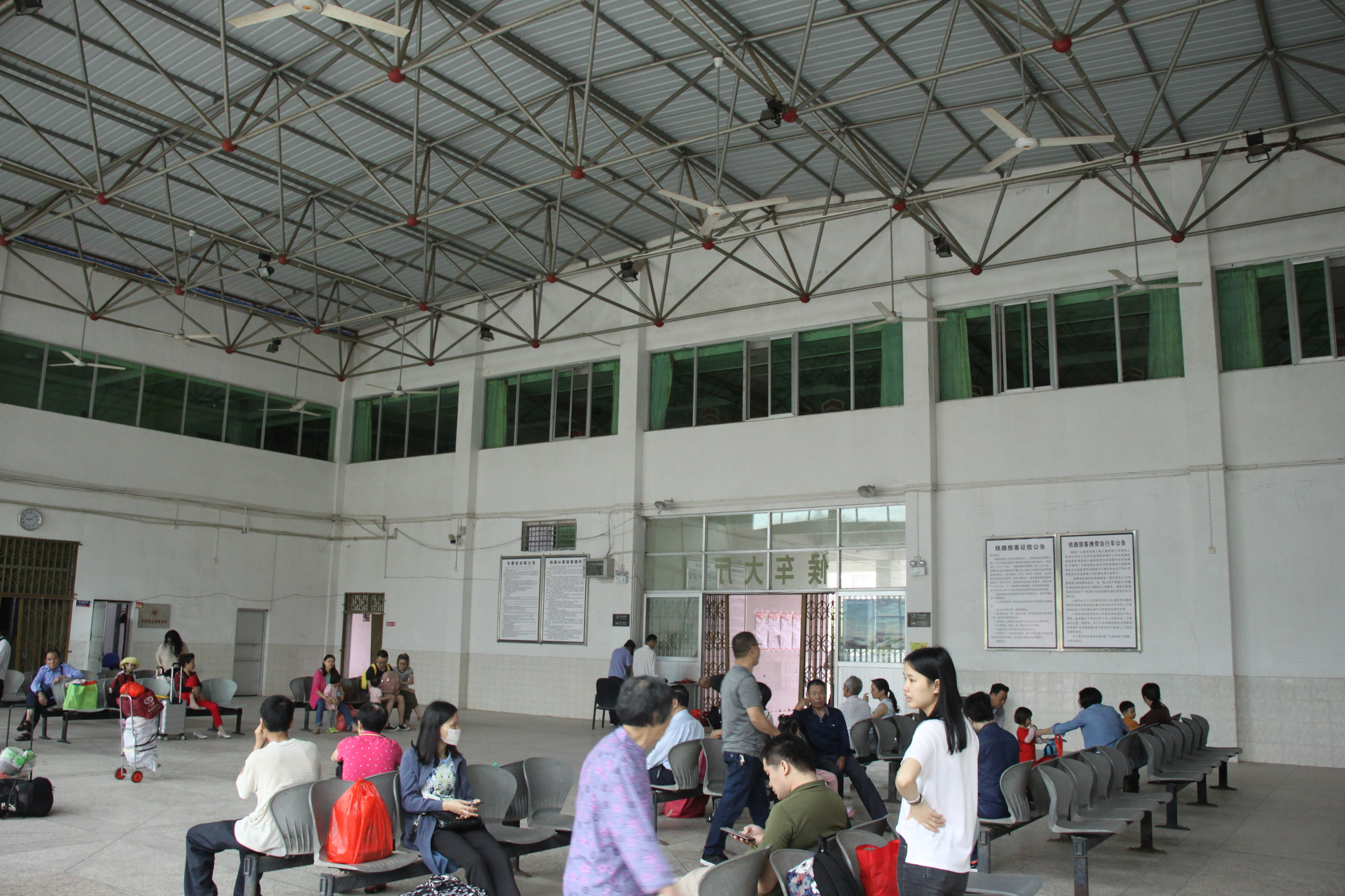
候車大廳
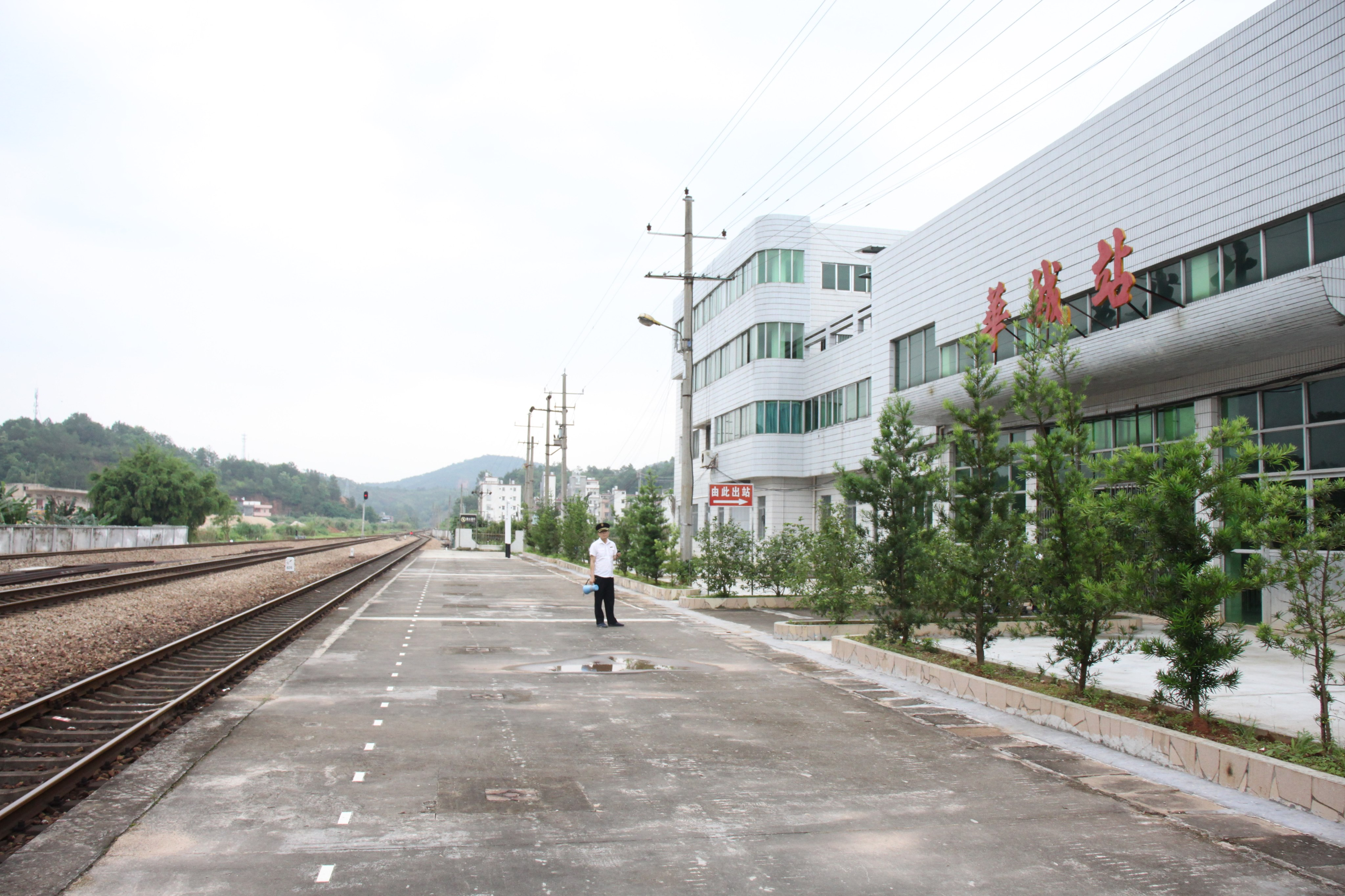
車站月台
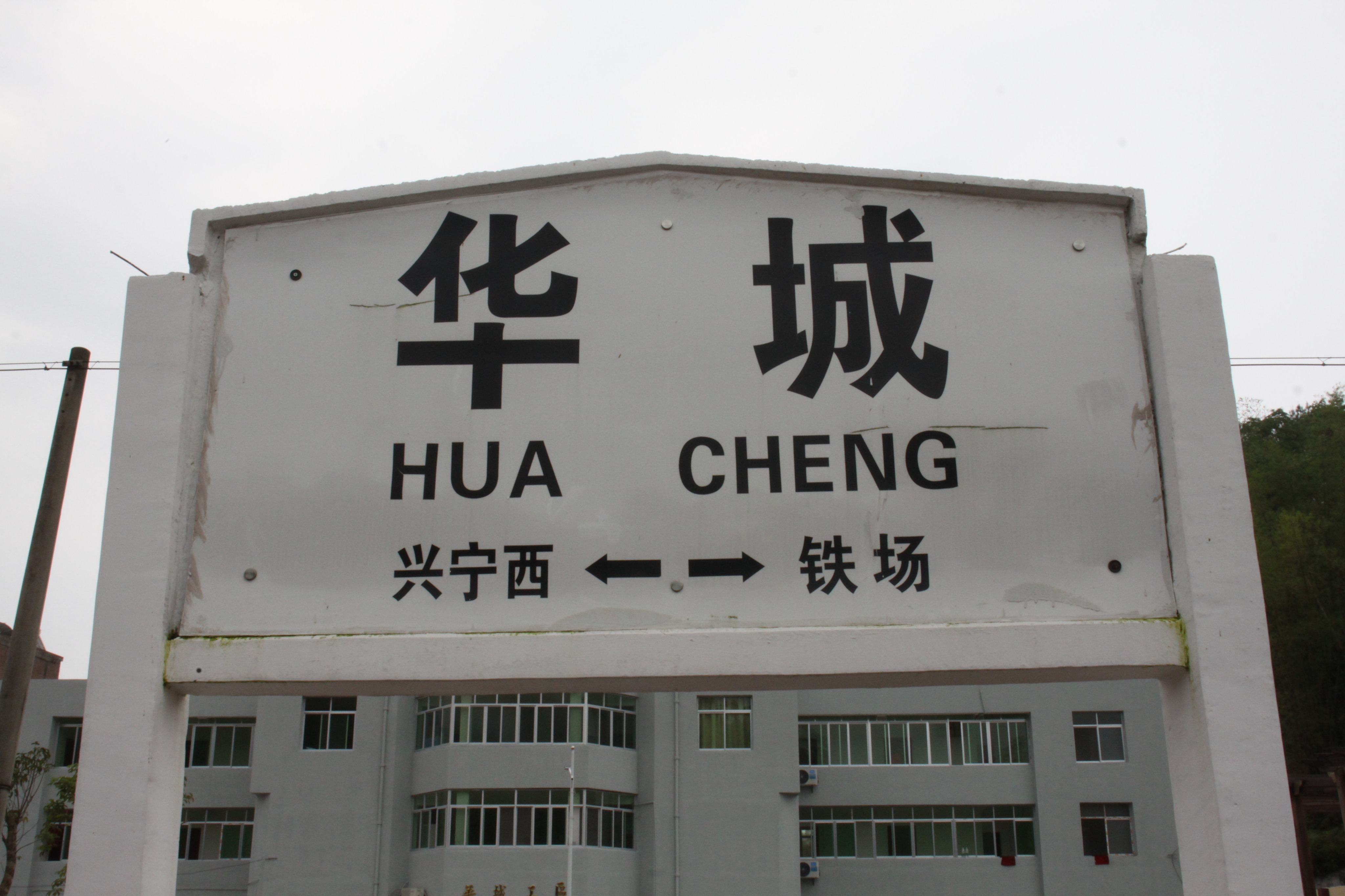
月台站牌
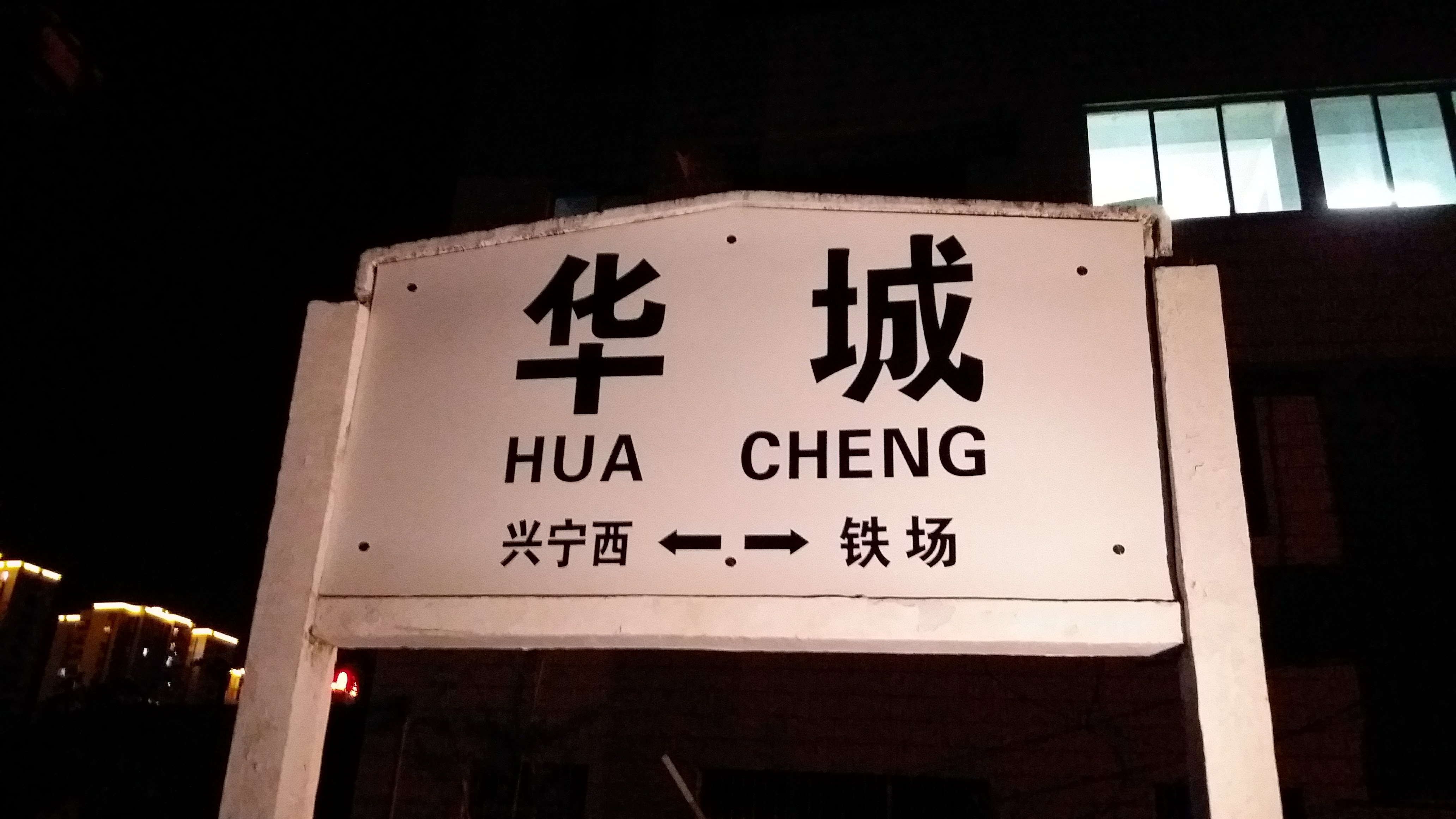
月台夜景（2017年）

## 外部連結
- 维基共享资源上的相關多媒體資源：华城站